# Сиван, Трой
Трой Сива́н Ме́ллет (англ. Troye Sivan Mellet; род. 5 июня 1995, Йоханнесбург, ЮАР) — австралийский певец, автор песен, актёр и видеоблогер.
Став известным благодаря своим роликам на YouTube и победе в австралийских конкурсах талантов, Трой начал записывать песни, которые успешно завоёвывали высокие места в хит-парадах: его третий ЕР (мини-альбом) TRXYE (2013, EMI Australia) стал пятым по популярности в американском чарте US Billboard 200, а заглавный трек Happy Little Pill достиг десятого места в австралийской ротации.
В 2015 году был выпущен четвёртый мини альбом Wild, а затем первый полный альбом Blue Neighborhood, трек Youth занял 23 место в чарте Billboard Hot 100. Второй полноценный альбом Bloom (2018) стал третьим по популярности в Австралии, четвёртым в Billboard 200, а заглавный трек My, My, My! номером один в списке Billboard Dance Club Songs.
Как актёр Трой проявил себя в фильме «Люди Икс: Начало. Росомаха» (юный Джеймс Хоулетт, 2009), в главной роли в фильме «Малёк» (2010).
В 2021 г. видеоблоги Троя имели 7,3 млн подписчиков и более 1,3 млрд просмотров. Совместное с Тайлером Окли видео принесло им награду Teen Choice Awards в категории «Лучшее веб-сотрудничество». В 2014 году журнал Time назвал Сивана одним из 25 самых влиятельных подростков 2014 года. В 2018 году он получил номинацию на «Золотой глобус» за лучшую оригинальную песню за песню Revelation из фильма «Стёртая личность», в котором у него также была роль второго плана.

## Биография
Трой Сиван родился в Йоханнесбурге, ЮАР, в семье Лорелл и Шона Меллетов Его семья переехала в Австралию, когда ему было два года, в связи с ростом преступности в Южной Африке. Сиван вырос в Перте вместе с братьями Стилом и Тайдом и сестрой Сейдж. Его отец — риелтор, а мать — домохозяйка. Сиван — еврей; его отец родился в еврейской семье, а мать совершила гиюр. Сиван учился в Carmel — приватной ортодоксальной модернистской школе, прежде чем перешёл на домашнее образование. Сиван является его средним именем, которое он использует в качестве своего сценического псевдонима.

## Карьера

### Музыкальная карьера
Музыкальная карьера Сивана началась в 2006 году. Трой пел на телемарафоне Channel Seven Perth в 2006, 2007 и 2008 годах. В 2006 он спел в дуэте с победителем конкурса Australian Idol Гаем Себастьяном. Его дебютный независимый альбом был выпущен в феврале 2008 года и содержал пять песен. В феврале 2010 года своей песней открыл благотворительный концерт We Are The World 25 for Haiti, имеющий цель сбор денег для жертв землетрясения на Гаити.
Трой записывает каверы на песни известных исполнителей, а также сочиняет песни сам. Одной из его самых известных композиций является песня «The Fault In Our Stars», музыку и слова к которой он самостоятельно написал. Песня была вдохновлена одноимённой книгой Джона Грина.

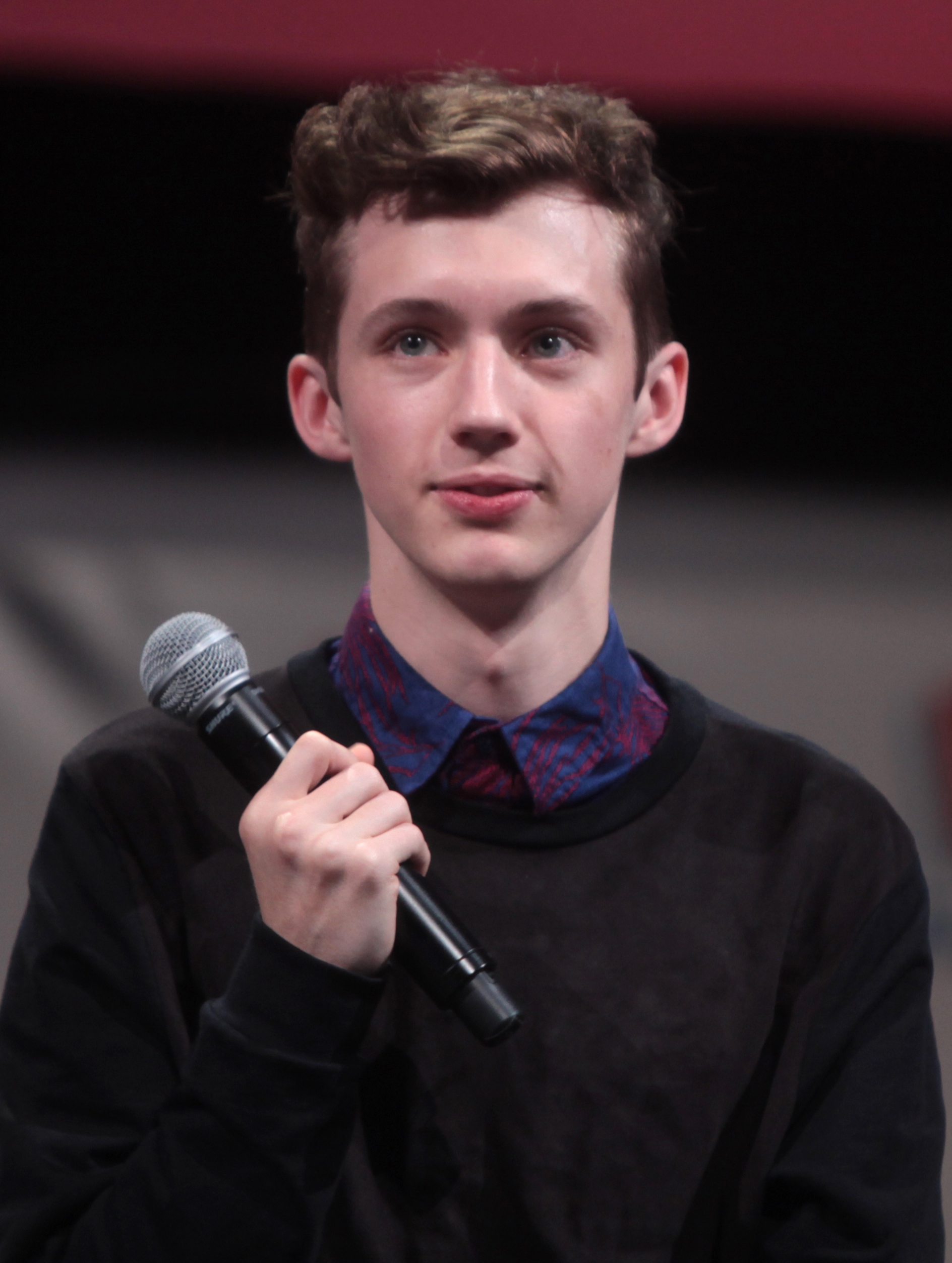
Сиван в 2014 году

В июле 2014 года Трой выпустил сингл «Happy Little Pill» в поддержку своего первого официального мини-альбома TRXYE. Релиз мини-альбома, состоящего из 5 песен, состоялся 15 августа на мейджор-лейбле Universal. На сингл «Happy Little Pill» также был снят видеоклип, представленный за несколько дней до релиза самого EP. В 2014 году он вошёл в мировой рейтинг самых влиятельных подростков по версии журнала Time.
В марте 2015 года Сиван получил премию YouTube Music Awards 2015, войдя в число 50 исполнителей, ставших наиболее популярными на YouTube в предыдущем году.
26 июля 2015 года Трой анонсировал свой второй EP Wild, состоящий из 6 треков. Релиз альбома состоялся 4 сентября. В этот же день в поддержку диска были выпущены 3 клипа (в видео рассказывается история, поделенная на 3 части). А уже осенью была названа дата выхода полноценного альбома Blue Neighbourhood — 4 декабря. В стандартной версии он состоит из 10 треков, в расширенной (Deluxe) — из 16 песен (6 дополнительных взяты с EP Wild).
26 мая 2017 года состоялась премьера совместного сингла Троя и Мартина Гаррикса «There For You».
11 января 2018 года состоялась премьера первого сингла Троя «My My My!» с его второго студийного альбома и снятого на него одноимённого клипа, 18 января — второго сингла «The Good Side», 3 мая — третьего сингла «Bloom» (клип на него вышел 6 июня), 13 июня — четвёртого сингла «Dance to This», записанного совместно с певицей Арианой Гранде (клип на него вышел 19 июля), а 9 августа — заключительного сингла «Animal». Релиз второго студийного альбома Троя, получившего название Bloom, состоялся 31 августа 2018 года.
1 апреля 2020 года Сиван выпустил трек «Take Yourself Home», ставший лид-синглом с его пятого мини-альбома In a Dream. Второй сингл «Easy» был выпущен 15 июля, тогда же была анонсирована дата выпуска проекта — 21 августа. 5 августа без предварительного анонса вместе с клипом вышел третий сингл «Rager Teenager!».
27 августа 2021 года Трой анонсировал сингл «Angel Baby», вышедший 10 сентября.

### Актёрская карьера
В 2007 году Трой дебютировал как театральный актёр мюзикла Оливер! в главной роли Оливера Твиста (театр «Регал»). В феврале 2008 года сыграл юного Джеймса Хоулетта в фильме «Люди Икс: Начало. Росомаха». Он был приглашён на эту роль после того, как агенты кастинга просмотрели ряд видеороликов с его представлениями. Также Трой исполнил роль главного героя Джона Мильтона в южно-африканской трилогии «Малёк», снятой по одноимённой книге. Играл в австралийской постановке пьесы «В ожидании Годо». 2 ноября 2018 года на экраны вышел голливудский фильм «Стёртая личность», в котором Трою досталась роль Гэри.

### Блогерская деятельность
В сентябре 2012 года Сиван начал создавать еженедельные видеоблоги на популярном видеохостинге YouTube (сам канал был создан 1 октября 2007 года). По состоянию на октябрь 2023 года Трой имеет 8 миллионов подписчиков и 1,8 миллиарда просмотров. Его канал на YouTube входит в топ-20 самых просматриваемых каналов Австралии.

## Личная жизнь
Трой — открытый гей. Он совершил публичный каминг-аут 7 августа 2013 года, выложив видео на YouTube. Каминг-аут перед своей семьёй он совершил за три года до выпуска видео По состоянию на 2018 год Сиван состоял в отношениях с моделью Джейкобом Биксенманом.. В начале 2020 года они расстались. Они были парой четыре года. Он живёт в Лос-Анджелесе, Калифорния. Сиван страдает лёгкой формой синдрома Марфана.

## Дискография
Дискография Троя Сивана состоит из трёх студийных альбомов, пяти мини-альбомов, одного ремикс-альбома, одного видеоальбома, двадцати трёх синглов (в том числе трёх в качестве приглашённого исполнителя) и десяти промо-синглов (в том числе одного в качестве приглашённого исполнителя).
- Blue Neighbourhood (2015)
- Bloom (2018)
- Something to Give Each Other (2023)

## Фильмография
| Год  |     | Русское название              | Оригинальное название         | Роль                   |
| ---- | --- | ----------------------------- | ----------------------------- | ---------------------- |
| 2009 | ф   | Люди Икс: Начало. Росомаха    | X-Men Origins: Wolverine      | молодой Джеймс Хоулетт |
| 2010 | ф   | Малёк                         | Spud                          | Джон «Малёк» Мильтон   |
| 2011 | кор | Бертран Грозный               | Betrand the Terrible          | Эйс                    |
| 2013 | ф   | Малёк 2: Безумие продолжается | Spud 2: The Madness Continues | Джон «Малёк» Мильтон   |
| 2014 | ф   | Малёк 3: Учимся летать        | Spud 3: Learning to Fly       | Джон «Малёк» Мильтон   |
| 2018 | ф   | Стёртая личность              | Boy Erased                    | Гэри                   |
| 2022 | ф   | Три месяца                    | Three Month                   | Калеб                  |
| 2023 | с   | Кумир                         | The Idol                      | Ксандер                |
| 2023 | мф  | Тролли. Группа в сборе        | Trolls Band Together          | Флойд                  |